# Kaczanówka (gmina)
Kaczanówka – dawna gmina wiejska w powiecie skałackim województwa tarnopolskiego II Rzeczypospolitej. Siedzibą gminy była Kaczanówka.
Gminę utworzono 1 sierpnia 1934 r. w ramach reformy na podstawie ustawy scaleniowej z dotychczasowych gmin wiejskich: Czerniszówka, Iwanówka, Kaczanówka i Orzechowiec.
Księga Adresowa Polski wraz z W.M. Gdańskiem z 1929 roku podaje takie informacje o Orzechowcu:
„ORZECHOWIEC: Wieś i gmina, powiat Skałat, sąd pow. Podwołoczyska, sąd okr. Tarnopol, 1397 mieszk. Kolej (9 km) poczta telegraf telefon Podwołoczyska.
- Właściciele ziemscy: Baworowski hr. Michał (518).
- Kasy pożyczk.-oszczędn.: Kasa Stefczyka.
- Kooperatywy: Kółko Rolnicze – Ruska Kooperatywa.
- Młyny: Perec I. (wod).
- Wyszynk trunków: Lorber B.”

Po II wojnie światowej obszar gminy znalazł się w ZSRR a część mieszkańców wyjechała do Polski, między innymi do Giebułtowa.